# Cost d'oportunitat
En economia, el cost d'oportunitat designa el cost de la inversió dels recursos disponibles, a una oportunitat econòmica, a costa de les inversions alternatives disponibles, o el valor de la millor opció no realitzada.
Si ens referim a la gestió, el cost d'oportunitat d'una inversió, és el cost de la no realització d'una inversió. Es mesura per la rendibilitat esperada dels fons invertits (o de l'assignació de la immobilització a altres utilitats, per exemple, el lloguer d'un terreny disponible). Aquest criteri és un dels utilitzats a les eleccions d'inversió. En principi, el rendiment és com a mínim igual al cost d'oportunitat.
A les finances, es refereix a la rendibilitat que obtindria una inversió considerant el risc acceptat. Serveix per fer valoracions, contrastant el risc de les inversions o la immobilitat de l'actiu.
A la macroeconomia, es tenen en compte els factors externs positius i negatius (externalitats), per establir el cost d'oportunitat complet.
L'aplicació del concepte de cost d'oportunitat condueix a la recerca de tots els costos derivats de qualsevol decisió econòmica. La negligència d'aquest concepte ha conduït cap a sofismes econòmics com la paràbola del vidre trencat, descrit per Frédéric Bastiat.

## Antecedents del concepte
El cost d'oportunitat s'associa a una famosa controvèrsia d'inici del segle passat, quan els economistes anglesos, deixebles de Marshall, s'oposaven als economistes continentals del corrent neoaustríac en els següents punts:
- Per als anglesos, el cost era un concepte tècnic, la despesa necessària per a produir alguna cosa.

- Per als austríacs, el cost era el resultat de la demanda, ja que aquesta fixaria el nivell de producció, depenent de la disponibilitat dels compradors a pagar aquest cost. La demanda, supeditada a l'acció dels compradors seria, d'aquesta manera, la utilitat i no la tècnica que atorga cost a les coses. En aquest context, el concepte de cost d'oportunitat neoaustríac pretén arruïnar el concepte tecnològic del cost dels anglesos. El cost d'oportunitat seria aquell a què renuncia el comprador, en termes de disposició, acceptant pagar el cost de l'opció escollida.

A la disputa s'hi van exposar més arguments, però els conceptes principals són els comentats. El més destacable del concepte, és que el cost d'oportunitat només tindria sentit si l'oportunitat fos fixa o limitada en el raonament. És a dir, si existeix un conflicte en la realització de múltiples inversions o accions, de forma simultània o consecutiva; que no es puguin realitzar sense haver d'escollir entre totes elles com a alternatives.
El problema rauria a saber si existeixen coses fixes a una economia. Pel temps o l'espai disponibles, és cert, però seria suficient? L'opinió més estesa era que el cost d'oportunitat no podria trobar aplicació més enllà d'uns recursos limitats. Això va conduir a alguns economistes a limitar l'objecte de l'economia a situacions de recursos excepcionals (encara presents a tots els manuals d'economia). Perquè es desconeixen les conseqüències que podria comportar una ciència econòmica, que no tingués un límits fixos, fora del sistema econòmic, respecte a la disponibilitat dels béns.